# 陳水扁家庭密帳案
陳水扁家庭密帳案（又稱為陳水扁家庭洗錢案、扁家海外洗錢案）為中華民國前總統陳水扁與其家族，在其擔任總統任內在海外的財產，所衍生出之涉及龍潭土地弊案及二次金改弊案，疑為非法所得的洗錢弊案。

## 事件起因

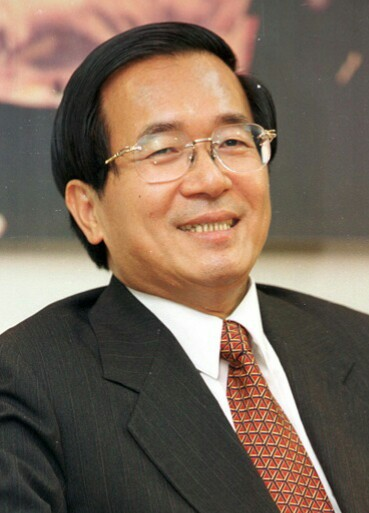
時任總統陳水扁

2006年11月3日，中華民國高等法院檢察署宣布機要費案偵結。檢方認定陳水扁涉嫌貪污和偽造文書罪，但需等陳水扁遭罷免或卸職後再偵辦。國務機要費法院審判結果 ，2009年9月11日，扁家六案一審宣判，台北地院蔡守訓法官判陳水扁無期徒刑，褫奪公權終身。2010年6月11日二審，鄧振球法官改判有期徒刑20年。2011年8月26日更一審，沈宜生法官改判陳水扁國務機要費無罪。2008年8月15日特偵組以中華民國前總統陳水扁涉嫌洗錢等案進行約談搜索，並在2008年11月12日羈押陳水扁，並稱羈押期間陸續發現證據以多案起訴陳水扁，更一審認為陳水扁在國務機要費案無罪。2012年7月26日，最高法院撤銷國務機要費案更一審的無罪判決，發回更審。
2008年5月20日，陳水扁卸任，特偵組立即分案偵辦該案，並列陳水扁為被告。8月13日，《壹週刊》刊載陳水扁藉由媳婦黃睿靚將鉅款匯到美國，但陳水扁隨即透過律師出面否認，並聲稱陳家財產早已經信託，不可能匯出國外。8月14日，立法委員洪秀柱舉行記者會，揭露黃睿靚在瑞士以其個人與公司名義所成立的4個帳戶因有洗錢嫌疑而遭瑞士聯邦檢察署凍結並主動致函台灣請求司法協助。同日下午陳水扁召開記者會坦承其歷來的選舉剩餘款並未誠實申報，而且其妻吳淑珍暗中將他自1996年起共4次的選舉結餘款匯往海外帳戶，他於同年初才首次得知此事。此話一出立刻在台灣社會引爆喧然大波並招致台灣社會輿論撻伐。
海外洗錢案曝光之後，媒體爭相報導扁家涉嫌介入龍潭土地弊案與二次金改弊案，並獲得大量非法政治獻金，
8月15日陳水扁以書面聲明表示自即日起與妻子吳淑珍主動退出民進黨，以示對黨與支持者的愧疚。
8月16日，特偵組搜索陳水扁台北住所、辦公室等地，並訪談吳淑珍。當天檢方即將陳水扁、吳淑珍、吳淑珍胞兄吳景茂、陳致中、黃睿靚列為被告，並將陳水扁、吳淑珍、吳景茂、陳致中、黄睿靚限制出境。9月2日，前調查局長葉盛茂召開記者會承認當年1月29日接獲艾格蒙聯盟通報陳水扁媳婦黃睿靚在瑞士日內瓦美林銀行開立帳戶涉嫌洗錢等情資，他隨即將該情資原文及附件面交陳水扁。葉盛茂同時也承認2006年底獲悉吳淑珍在澤西群島開設信託帳戶情資，於例會時親自向陳水扁報告。
9月11日，陳水扁於台南家鄉受訪稱此疑雲乃為國民黨與馬英九追殺手段，宣佈將參選2012年中華民國總統選舉，惟9月12日即否認該宣佈，並稱該參選談話為媒體誤解。9月13日，民進黨廉政委員會，就日前所提的60個問題，數度連繫陳水扁辦公室要約詢扁，未獲具體答覆。
10月21日，特偵組在調查南港展覽館弊案，將吳淑珍、余政憲、郭銓慶三人列為行、收賄罪的被告。10月28日，檢方偵辦為陳水扁家族海外洗錢案，查出竹科龍潭科學園區土地買賣涉及利益輸送。直至2008年12月，相關涉案人（包括陳致中、黃睿靚、吳景茂等人），推說海外帳戶鉅款是吳淑珍所有，自稱為人頭，皆以「沒有自證有罪的義務」為由，拒簽查帳授權書。

## 司法

### 羁押
2008年11月11日，特侦组第五度传唤陈水扁到案，历经近六小时讯问后，检察官以陈水扁涉犯重罪，向法院声请羁押陈水扁。11月12日，台北地方法院合議庭歷經將近11個小時審理，裁定陳水扁羈押禁見，並於上午7時許移送台北看守所，陳水扁聲稱這是國共聯手對他的「政治迫害」。台北看守所同意其提出「單獨囚禁」之要求，是洗錢案第十個被押入忠三舍46號房，所內編號是2630。陈水扁入獄後不吃東西表達抗議，并于11月13日透過委任律師鄭文龍發表包括「哀司法已死」、「悼民主退步」等十項聲明以作為禁食抗議的理由。11月16日，陈水扁持续禁食五天，被看守所戒护至医院强制送医。
12月12日，特偵組以國務機要費案、龍潭購地案、南港展覽館案和洗錢案等四項案件，分別依貪污及洗錢等罪名，起訴前總統陳水扁、
夫人吳淑珍、兒子陳致中、兒媳黃睿靚、大舅吳景茂、舅妻陳俊英、吳淑珍好友蔡美利、吳淑珍特助蔡銘哲、蔡美利弟弟蔡銘杰、前總統辦公室主任馬永成、前總統辦公室主任林德訓、前總統府會計陳鎮慧、前竹科管理局長李界木及力麒建設負責人郭銓慶等共14人。
特偵組發言人陳雲南代表檢方，請求法院從重量刑：
檢方並在起訴書中指出，陳水扁夫婦在此三項案件中，犯罪不法所得為新台幣4億9415萬2395元及美金873萬550元。
13日凌晨1時15分，台北地方法院審判長周占春法官認為羈押是最後不得已的無奈之舉，而不是必要的動作，判定扁無逃亡串證之虞，認為並無繼續羈押的必要，因此裁定當庭釋放，無交保金，但限制陳水扁住居，法官也期盼扁不要「挾持」群眾魅力，干涉司法。陈水扁未正面回應，但強調會如期到庭，如果不到，可以強制拘提。12月15日特偵組第一次提出抗告，12月25日台北地院將本案併於吳淑珍的國務費案，由審理該案的蔡守訓審判長接手。12月25日特偵組因不滿周占春法官之見解，提出第二次抗告，12月30日凌晨2點30分，蔡守訓法官裁定收押不禁見，這是陈水扁第二度被收押至台北看守所，編號2185。至2009年9月11日判決前，羈押超過九個月。移審高院後，高院於2009年9月24日、12月17日、2010年2月8日、4月16日、6月18日、7月19日 、10月7日七度裁定陈水扁延押。
| 姓名   | 身份                                         | 收押日         | 釋放日         | 釋放方式               | 備註               |
| ------ | -------------------------------------------- | -------------- | -------------- | ---------------------- | ------------------ |
| 陳鎮慧 | 前總統府出納                                 | 2008年9月25日  | 2008年11月20日 | 當庭釋放（無限制住居） |                    |
| 林德訓 | 陳水扁辦公室主任                             | 2008年10月3日  | 2008年11月24日 | 交保候傳（20萬）       |                    |
| 蔡銘哲 | 吳淑珍同學胞弟                               | 2008年10月3日  | 2008年11月21日 | 交保候傳（300萬）      | 自稱吳淑珍特別助理 |
| 葉盛茂 | 前調查局長                                   | 2008年10月6日  | 2008年12月24日 | 交保候傳（500萬）      |                    |
| 吳景茂 | 吳淑珍的哥哥                                 | 2008年10月7日  | 2008年11月28日 | 交保候傳（200萬）      |                    |
| 余政憲 | 前內政部長                                   | 2008年10月16日 | 2008年11月27日 | 交保候傳（100萬）      |                    |
| 邱義仁 | 前行政院副院長 前總統府秘書長 前國安會秘書長 | 2008年10月31日 | 2008年12月19日 | 交保候傳（50萬）       |                    |
| 馬永成 | 前總統府副秘書長                             | 2008年11月4日  | 2008年12月9日  | 交保候傳（50萬）       |                    |
| 陳水扁 | 前總統                                       | 2008年11月12日 | 2008年12月13日 | 當庭釋放（限制住居）   |                    |
| 陳水扁 | 前總統                                       | 2008年12月30日 | 2015年1月5日   | 保外就醫               |                    |

## 审查

### 检方
2009年1月19日，陳水扁家庭密帳案召开准备程序庭。2月10日，吳淑珍出庭承认“机要费”的案子有使用他人的发票进行报帐核销，对伪造文书部分认罪，但不承认贪污。5月11日，台北地方法院延长陈水扁的羁押两个月。6月3日，特侦组侦办陈水扁涉贪渎等案，发现陈幸妤、赵建铭、陈致中供词不一，涉嫌伪证。6月4日，吴淑珍部分承认其收贿、图利以及违反“政治献金法”三项罪嫌。6月22日，陈幸妤、赵建铭、陈致中均坦承曾作伪证。陈水扁涉嫌在任内11次出访期间，侵占机密款项30余万美元，被列为贪污被告。
6月30日，检方侦办陈幸妤伪证案，認定吴淑珍为教唆伪证。7月13日，台北地方法院裁定延押陈水扁两个月。7月17日，台北地检署依伪证罪起诉吳淑珍、陳致中、陳幸妤、趙建銘，并依教唆伪证罪起诉吴淑珍。由于吴淑珍等4人在侦查中自白，检方请求法院减轻其刑。7月27日，台北地方法院审理陈水扁家族弊案，展开密集开庭与言词辩论程序。
台灣特偵組在调查陳水扁家洗錢手法时，形容「雖難稱空前絕後，恐亦冠絕海內外」，并販毒組織洗錢都比不上陳水扁的家人複雜。

### 被告
陳水扁一家四口皆涉及该案，陈水扁声称资金是「選舉結餘款」，而非自己贪污所得。而吴淑珍声称资金来源是「從阿扁擔任立委時，便在海外投資，包括政治獻金、阿扁當律師時賺的……」。陈水扁子陳致中则声称资金为「結婚禮金」，儿媳黃睿靚声称资金为「父親黃百祿的投資」，其父黃百祿则声称「性命保證沒幫阿扁洗錢」。此外，吳景茂、陳幸妤、趙建銘、黃芳彥等人也涉及此案中。
本案其他相关人中，鄭深池表示「自從扁家洗錢案爆發後，我就知道總有一天檢調會找上我，這一天已經等了很久了。」而辜成允也表示曾向陈水扁「匯款四億佣金」。呂和霖、郭清江、林文淵等也牵扯于该案中。

### 污點證人
- 郭銓慶
- 辜仲諒（2008年11月24日以新臺幣1億元交保）

### 被指控送出政治獻金的企業
- 元大金控總經理馬維建、營運長馬維辰兄弟，於陳致中與黃睿靚結婚時，送出約新臺幣600萬元的美金面額的旅行支票[24]
- 元大馬家，新臺幣2億元。事件曝光時曾否認到底，但後於2008年12月15日坦承犯行，發佈重大訊息表示，該公司總經理馬維建、營運長馬維辰及所屬元大證董事長杜麗萍等，表明主動放棄2008年內的薪資與獎金及於2009年初可行支領之2008年度結算獎金，共計約2,400萬元退回給元大的相關公司。 同時，元大馬家自稱將捐2億給慈善機構。[25]
- 凱基證券香港分行350萬美元（約新臺幣1億1,500多萬元）[26]
- 紅火公司（見紅火案，中信辜家欲插旗兆豐金的紙上公司，辜仲諒否認此事，指稱是在特偵組影響下所做的偽證），1,000萬美元（約新臺幣3.3億元）
- 台新金控董事長吳東亮，新臺幣1億元（吳東亮曾否認：「沒有就是沒有」，但吳淑珍的陳報狀點名指出，後於2009年3月5日被特偵組約談。後改口是「幫政府打消呆帳」。 ）
- 力麒建設，220萬美元（約新臺幣7,200萬元）
- 昇恆昌（國際機場免稅店），約新臺幣2,000萬元
- 陳敏薰，新臺幣1,000萬元，原欲與中信辜家爭奪開發金的經營權，失敗後，被安排轉任台北101的董座。（傳出逼退前董座焦佑倫的醜聞）偽證罪（限制出境）
- 「扁帽一族」公司，新臺幣1,300萬元
- 國泰蔡家送達扁家的政治獻金，阿扁協助其吃下世華銀行，分批交付，總額達新臺幣5憶元

### 密帳內容
特偵組寫給瑞士檢察官的公文書指稱不法所得達新臺幣31億元（約1億美元），目前已經曝光的密帳內容包括：
1. 黃睿靚在瑞士「美林銀行」帳戶的2,100萬美元（約新臺幣7億元），已經被瑞士凍結帳戶。
2. 元大證券董事杜麗萍（當時），協助幫忙理財的新臺幣7.4億元。（元大提供瑞士的人頭帳戶存放5.4億，元大提供臺灣的人頭帳戶存放2億）
3. 在日本存放於吳淑珍的友人處，約新臺幣6億元未曝光的錢財與珠寶。（陳致中於2009年1月21日於法庭上報料）[27]
4. 陳致中的美國大華超市的股票，總值約新臺幣2億元。（股票以人頭帳戶購買，但受益人為陳致中）
5. 日本三井住友銀行的股票，總值尚未曝光。疑似透過吳淑珍堂哥吳景林（三井住友銀行的高階主管）所買進。
6. 一間是位於紐約曼哈坦第廿八街的高級公寓，五樓Ｂ座屋主曾是陳致中。但在之前的抽絲剝繭的調查過程中，一位美國進出口銀行特別調查員與另一位美國紐約檢察署洗錢及資產充公部主管，在NPR的節目「如何眾目睽睽藏百萬」（How To Hide A Million Dollars In Plain Sight）上，還原當年查案過程。特別調查員在最終的信託基金文件上發現一個真正的人名，即陳水扁兒子陳致中。該調查員透露曾多次前往臺灣與檢調單位秘密會面討論案情，最終證實該紐約高級公寓的資金來源來自陳水扁從臺灣流出的賄款。另一位美國紐約檢察署洗錢及資產充公部主管則強調該案的洗錢技術及手法段數都是教科書等級，高級公寓只是冰山一角。最終，美國政府在2013年把該公寓以一百五十萬美元拍賣出售，部份款項轉交臺灣。新買家雖是空殼公司，但與扁家已無任何關係。
7. 瑞士韋格林銀行（WEGELIN AND CO.）帳戶，總值尚未曝光。
8. 《壹週刊》所稱經過2007年已經惡性倒閉的帛琉「太平洋儲蓄銀行」，約4,100萬美元密帳，折合約新臺幣14億元。帛琉現任總統希望臺灣能提供司法協助。經由特偵組調查，並無此筆錢[28]。
9. 扁家友人、前新光醫院副院長黃芳彥代替吳淑珍保管的七十五件裸鑽、翡翠等珠寶，估計市值約一億元。[29]

關於大筆金額的密帳來源，有許多種說法，包括陳水扁的「選舉結餘款」、「國務機要費」轉存、吳淑珍炒股所得、企業捐款、陳致中與黃睿靚婚禮禮金、機密外交援外經費、捐給民進黨的政治獻金等等。
目前全案二審宣判，除部份扁家海外資產先前遭國外司法單位凍結，部份珠寶的證物遭臺灣檢方扣押以外，原本絕大多數財產（現金、存款、股票、不動產）皆未被凍結或扣押。

### 司法爭議
- 「大案併小案」，裁決不必羈押的周占春審判長中途遭撤換，改由蔡守訓接手審理。併案五天後，即由蔡守訓裁決羈押。[30]
- 審判前持續羈押逾九個月，全程錄音監聽律師與被告之晤談，遭質疑為「押人取供」[31][32]。
- 扁律表示特偵組檢察官越方如策動辜仲諒回台內情不單純，雙方有交換條件[33][34]。
- 司法程序上的行政干預，導致馬英九的博士論文指導教授、法學專家孔傑榮數度撰文質疑審判的公正性。[35]不過孔傑榮也表示，扁及家人犯法，應該受到法律制裁，但司法程序必須公平，方能令人服氣。他說，扁如果提出「絕不逃亡」等保證，：法官應同意解除羈押，讓扁好好為自己辯護。孔傑榮說，關在看守所中準備應訴，「就像一隻手臂被綁在背後去與人格鬥，是很困難的。不過，馬英九隨後也公開澄清其對司法羈押的質疑[36]」
- 除了台灣媒體關注的孔傑榮，多位海外熟悉台灣事務的重量級專家學者皆表達對台灣司法體系相當的憂慮，但未如孔傑榮一般直接對審判內容做評價[37]。

### 司法互助
已經提供司法互助
- 艾格蒙聯盟（國際洗錢防治組織）
- 瑞士（若要匯回被凍結的現金，須帳號所有人的轉帳授權書，與瑞士要求30%的手續費）
- 新加坡
- 香港（台灣透過美國，取得香港的司法互助）
- 美国

尚未提供司法互助
- 日本（以沒有當事人的授權或者允許為由，拒絕為本案提供司法互助[38]）

## 判决
- 2009年9月11日，一審宣判，陳水扁判處無期徒刑，併科罰金2億新台幣，褫奪公權終身[39]。吴淑珍判處無期徒刑，併科罰金3億新台幣，褫奪公權終身。其餘被告則判處有期徒刑3個月至20年不等。

一審判决如下：
| 涉案人物                | 一審判决                                                                      | 涉及案件                                        | 起訴罪名                                                      | 檢方求刑    |
| ----------------------- | ----------------------------------------------------------------------------- | ----------------------------------------------- | ------------------------------------------------------------- | ----------- |
| 陈水扁                  | ·判處無期徒刑 ·併科罰金新臺幣2億元 ·褫奪公權终身                              | ·“國務機要費”案 ·龍潭購地案 ·洗錢案             | ·侵占公有财物 ·利用職務詐財 ·偽造文書 ·收贿 ·洗钱             | ·最嚴厲制裁 |
| 吴淑珍                  | ·判處無期徒刑 ·併科罰金新臺幣3億元 ·褫奪公權终身                              | ·“國務機要費”案 ·龍潭購地案 ·南港展馆案 ·洗錢案 | ·洗钱案 ·侵占公有财物 ·利用職務詐財 ·偽造文書 ·收赂洩密 ·洗钱 | ·從重量刑   |
| 陈致中                  | ·判處有期徒刑2年6個月 ·併科罰金新臺幣1億5000萬元                              | ·洗钱案                                         | ·洗钱                                                         | ·從重量刑   |
| 黄睿靓                  | ·判處有期徒刑1年8個月 ·併科罰金新臺幣1億5000萬元 /支付公庫新台幣2億元+缓刑5年 | ·洗钱案                                         | ·洗钱                                                         | ·從重量刑   |
| 府前秘書長 馬永成       | ·判處有期徒刑20年 ·褫奪公權10年                                               | ·“國務機要費”案                                 | ·侵占公有财物 ·利用職務詐財 ·偽造文書                         | ·减刑或免刑 |
| 扁辦公室前主任林德训    | ·判處有期徒刑16年 ·褫奪公權8年                                                | ·“國務機要費”案                                 | ·侵占公有财物 ·利用職務詐財 ·偽造文書                         | ·减刑或免刑 |
| 扁辦公室前出纳陳镇慧    | ·免刑                                                                         | ·“國務機要費”案                                 | ·侵占公有财物 ·利用職務詐財 ·偽造文書                         | ·免刑       |
| 吴淑珍兄 吴景茂         | ·判處有期徒刑2年 ·緩刑5年 ·支付公庫新臺幣300萬元                              | ·洗钱案                                         | ·洗钱                                                         | ·减刑或免刑 |
| 吴淑珍嫂 陳俊英         | ·判處有期徒刑2年 ·缓刑5年 ·支付公庫新臺幣300萬元                              | ·洗钱案                                         | ·洗钱                                                         | ·减刑或免刑 |
| 吴淑珍同学 蔡美利       | ·公訴不受理                                                                   | ·洗钱案                                         | ·洗钱                                                         | ·减刑或免刑 |
| 蔡美利弟弟 蔡銘杰       | ·判處有期徒刑2年 ·褫夺公权1年 ·缓刑5年 ·支付公庫新臺幣1000萬元                | ·龙潭购地案 ·洗钱案                             | ·收贿 ·洗钱                                                   | ·减刑或免刑 |
| 蔡美利弟弟 蔡銘哲       | ·判處有期徒刑2年 ·褫夺公权1年 ·缓刑5年 ·支付公庫新臺幣300萬元                 | ·龙潭购地案 ·南港展览馆案 ·洗钱案               | ·收贿 ·洗钱                                                   | ·减刑或免刑 |
| 力麒负责人 郭铨庆       | ·判處有期徒刑6个月，减刑为有期徒刑3个月 ·褫夺公权1年                          | ·南港展览馆案 ·洗钱案                           | ·洗钱                                                         | ·减刑或免刑 |
| 竹科管理局前局长 李界木 | ·判處有期徒刑6年 ·褫夺公权3年                                                 | ·龙潭购地案                                     | ·收赂                                                         | ·减刑或免刑 |

- 2010年6月11日，高院二審宣判，陳水扁被改判有期徒刑20年，併科罰金1.7億新台幣，褫奪公權10年，吴淑珍被改判有期徒刑20年，併科罰金2億新台幣，褫奪公權10年[43]其餘被告大多獲得減刑，判處有期徒刑7個月至12年6個月不等。

二審判决如下：
| 涉案人物                | 二審判决                                                                   | 涉及案件                                        | 起訴罪名                                                      | 檢方求刑    |
| ----------------------- | -------------------------------------------------------------------------- | ----------------------------------------------- | ------------------------------------------------------------- | ----------- |
| 陳水扁                  | ·判處有期徒刑20年 ·併科罰金新臺幣1億7000萬元 ·褫奪公權10年                 | ·“國務機要費”案 ·龍潭購地案 ·洗錢案             | ·侵占公有財物 ·利用職務詐財 ·偽造文書 ·收贿 ·洗钱             | ·最嚴厲制裁 |
| 吴淑珍                  | ·判處有期徒刑20年 ·併科罰金新臺幣2億元 ·褫奪公權10年                       | ·“國務機要費”案 ·龍潭購地案 ·南港展馆案 ·洗錢案 | ·洗钱案 ·侵占公有财物 ·利用職務詐財 ·偽造文書 ·收賄洩密 ·洗钱 | ·從重量刑   |
| 陳致中                  | ·判處有期徒刑1年2個月 ·併科罰金新臺幣3,000萬元                             | ·洗錢案                                         | ·洗钱                                                         | ·從重量刑   |
| 黄睿靚                  | ·判處有期徒刑1年 ·併科罰金新臺幣2,000萬元 /支付公庫新臺幣1,000萬元+缓刑4年 | ·洗錢案                                         | ·洗钱                                                         | ·從重量刑   |
| 府前秘書長 馬永成       | ·判處有期徒刑11年6個月 ·褫奪公權5年                                        | ·“國務機要費”案                                 | ·侵占公有财物 ·利用職務詐財 ·偽造文書                         | ·减刑或免刑 |
| 扁辦公室前主任林德訓    | ·判處有期徒刑12年6個月 ·褫奪公權5年                                        | ·“國務機要費”案                                 | ·侵占公有财物 ·利用職務詐財 ·偽造文書                         | ·减刑或免刑 |
| 扁辦公室前出纳陳镇慧    | ·判處有期徒刑7個月 ·缓刑2年                                                | ·“國務機要費”案                                 | ·侵占公有财物 ·利用職務詐財 ·偽造文書                         | ·免刑       |
| 蔡美利弟弟 蔡銘哲       | ·判處有期徒刑1年7個月 ·褫奪公權1年 ·缓刑3年 ·支付公庫新臺幣300萬元         | ·龍潭購地案 ·南港展览馆案 ·洗钱案               | ·收贿 ·洗钱                                                   | ·减刑或免刑 |
| 力麒负责人 郭铨慶       | ·免刑                                                                      | ·南港展览馆案 ·洗钱案                           | ·洗钱                                                         | ·减刑或免刑 |
| 竹科管理局前局長 李界木 | ·判處有期徒刑2年 ·缓刑5年 ·支付公庫新臺幣300萬元                           | ·龍潭購地案                                     | ·收赂                                                         | ·减刑或免刑 |

- 2011年8月26日，高院更一審宣判，陳水扁被改判有期徒刑2年8月，併科罰金300萬新台幣，吴淑珍被改判有期徒刑11年6月，併科罰金2,200萬新台幣，褫奪公權5年。其中，國務機要費貪污部份改判無罪，其餘被告獲得大幅減刑，被判有期徒刑6個月至1年2個月不等。
- 附註：2010年11月11日，最高法院宣判，龍潭購地案自為判決，陳水扁、吴淑珍均判刑11年，併科罰金新台幣1.5億元、蔡銘哲判刑8個月（缓刑3年）、李界木判刑3年6月定讞。陳敏薰案駁回上訴，陳水扁、吴淑珍均判刑8年，併科罰金新台幣1,000萬元，吴淑珍洗錢部分判刑1年2月，減為7月定讞。辜仲諒案，陳水扁、吴淑珍無罪定讞。高院裁定陳水扁、吴淑珍應執行有期徒刑17年6月，各併科罰金新台幣1.54億元。

更一審判决如下：
| 涉案人物             | 更一審判决                                                               | 涉及案件                            | 起訴罪名                                                      | 檢方求刑    |
| -------------------- | ------------------------------------------------------------------------ | ----------------------------------- | ------------------------------------------------------------- | ----------- |
| 陳水扁               | ·判處有期徒刑2年8月 ·併科罰金新臺幣300萬元                               | ·“國務機要費”案 ·洗錢案             | ·侵占公有財物 ·利用職務詐財 ·偽造文書 ·收贿 ·洗钱             | ·最嚴厲制裁 |
| 吴淑珍               | ·判處有期徒刑11年6月 ·併科罰金新臺幣2200萬元 ·褫奪公權5年                | ·“國務機要費”案 ·南港展馆案 ·洗钱案 | ·洗钱案 ·侵占公有财物 ·利用職務詐財 ·偽造文書 ·收賄洩密 ·洗钱 | ·從重量刑   |
| 陳致中               | ·判處有期徒刑1年2月 ·併科罰金新臺幣450萬元                               | ·洗錢案                             | ·洗钱                                                         | ·從重量刑   |
| 黄睿靚               | ·判處有期徒刑1年 ·併科罰金新臺幣400萬元 /支付公庫新臺幣1,000萬元+缓刑4年 | ·洗錢案                             | ·洗钱                                                         | ·從重量刑   |
| 府前秘書長 馬永成    | ·判處有期徒刑8月 ·缓刑3年                                                | ·“國務機要費”案                     | ·侵占公有财物 ·利用职务诈财 ·伪造文书                         | ·减刑或免刑 |
| 扁辦公室前主任林德訓 | ·判處有期徒刑6月                                                         | ·“國務機要費”案                     | ·侵占公有财物 ·職務詐財 ·伪造文书                             | ·减刑或免刑 |
| 扁辦公室前出纳陳镇慧 | ·判處有期徒刑7月 ·缓刑2年                                                | ·“國務機要費”案                     | ·侵占公有财物 ·利用職務詐財 ·伪造文书                         | ·免刑       |
| 蔡美利弟弟 蔡銘哲    | ·判處有期徒刑10月 ·褫奪公權1年                                           | ·南港展览馆案 ·洗钱案               | ·收贿 ·洗钱                                                   | ·减刑或免刑 |
| 力麒负责人 郭铨慶    | ·判處有期徒刑7月 ·褫奪公權1年                                            | ·洗钱案                             | ·洗钱                                                         | ·减刑或免刑 |

- 附註：2012年7月26日，最高法院宣判，龍潭購地案洗錢部分駁回上訴，陳水扁、吳淑珍各處有期徒刑2年，併科罰金新台幣300萬元；郭銓慶處有期徒刑4月，減為有期徒刑2月；蔡銘哲處有期徒刑1年，減為有期徒刑6月定讞。南港展覽館案，吳淑珍圖利罪刑部分自為判決，吴淑珍處有期徒刑9年，併科罰金新台幣2,000萬元，犯罪所得財物美元273萬5500元追繳沒收，如全部或一部無法追繳時，應追徵其價額。蔡銘哲、郭銓慶各處有期徒刑1年，減為有期徒刑6月定讞。收受辜仲諒賄賂案洗錢部分，陳水扁、吳淑珍、陳鎮慧、蔡銘哲、郭銓慶均無罪定讞。高院裁定陳水扁、吴淑珍應執行有期徒刑20年，各併科罰金新台幣2.5億、2億元。
- 撤銷發回：龍潭購地案洗錢部分（陳致中、黃睿靚）、國務機要費案貪污部分（陳水扁、吴淑珍、馬永成、林德訓、陳镇慧）、國務機要費案洗錢部分、南港展覽館案洗錢部分。

- 2022年5月30日，立法院三讀通過《會計法》第九十九條之一條文修正草案，6月15日總統公佈，國務機要費除罪化。2022年7月15日，高院更二審宣判。吳淑珍有掩飾因自己重大犯罪所得財物之洗錢行為，處有期徒刑2年。陳致中共同有掩飾他人因重大犯罪所得財物之洗錢行為，處有期徒刑1年，併科罰金新臺幣150萬元。黃睿靚共同有掩飾他人因重大犯罪所得財物之洗錢行為，處有期徒刑10月，併科罰金新臺幣100萬元，緩刑4年，並應向公庫支付新臺幣100萬元。蔡銘哲明知因犯貪污治罪條例第6條之罪所得之財物，故為寄藏，處有期徒刑8月，褫奪公權1年，減為有期徒刑4月，褫奪公權1年。陳水扁、吳淑珍、陳鎮慧被訴侵占公有財物、利用職務上之機會詐取財物、行使偽造及變造私文書、使公務員登載不實文書、行使公務員登載不實文書、偽造印章（以上均為國務機要費案）及就國務機要費案犯罪所得洗錢部分；馬永成被訴侵占公有財物、利用職務上之機會詐取財物、行使偽造及變造私文書、使公務員登載不實文書、行使公務員登載不實文書、偽造印章部分（以上均為國務機要費案）；林德訓被訴侵占公有財物、行使變造私文書、使公務員登載不實文書、行使公務員登載不實文書部分（以上均為國務機要費案），均免訴。蔡銘哲、郭銓慶被訴有掩飾他人因重大犯罪所得財物之洗錢行為（指國務機要費案犯罪所得洗錢部分），均免訴。

更二審判决如下：
| 涉案人物             | 更二審判决                                                              | 涉及案件                            | 起訴罪名                                                      | 檢方求刑    |
| -------------------- | ----------------------------------------------------------------------- | ----------------------------------- | ------------------------------------------------------------- | ----------- |
| 陳水扁               | ·判決免訴                                                               | ·“國務機要費”案 ·洗錢案             | ·侵占公有財物 ·利用職務詐財 ·偽造文書 ·收贿 ·洗钱             | ·最嚴厲制裁 |
| 吴淑珍               | ·判處有期徒刑2年                                                        | ·“國務機要費”案 ·南港展馆案 ·洗钱案 | ·洗钱案 ·侵占公有财物 ·利用職務詐財 ·偽造文書 ·收賄洩密 ·洗钱 | ·從重量刑   |
| 陳致中               | ·判處有期徒刑1年 ·併科罰金新臺幣150萬元                                 | ·洗錢案                             | ·洗钱                                                         | ·從重量刑   |
| 黄睿靚               | ·判處有期徒刑10月 ·併科罰金新臺幣100萬元 /支付公庫新臺幣100萬元+缓刑4年 | ·洗錢案                             | ·洗钱                                                         | ·從重量刑   |
| 府前秘書長馬永成     | ·判決免訴                                                               | ·“國務機要費”案                     | ·侵占公有财物 ·利用职务诈财 ·伪造文书                         | ·减刑或免刑 |
| 扁辦公室前主任林德訓 | ·判決免訴                                                               | ·“國務機要費”案                     | ·侵占公有财物 ·職務詐財 ·伪造文书                             | ·减刑或免刑 |
| 扁辦公室前出纳陳镇慧 | ·判決免訴                                                               | ·“國務機要費”案                     | ·侵占公有财物 ·利用職務詐財 ·伪造文书                         | ·免刑       |
| 蔡美利弟弟 蔡銘哲    | ·判處有期徒刑8月，褫奪公權1年，減為有期徒刑4月，褫奪公權1年             | ·南港展览馆案 ·洗钱案               | ·收贿 ·洗钱                                                   | ·减刑或免刑 |
| 力麒负责人 郭铨慶    | ·判決免訴                                                               | ·洗钱案                             | ·洗钱                                                         | ·减刑或免刑 |

- 附註：2023年4月26日，最高法院宣判，將原判決（更二審）關於吳淑珍有罪部分撤銷，發回臺灣高等法院。其他（陳致中、黃睿靚）上訴駁回。龍潭購地案、南港展覽館案犯罪所得之洗錢部分，陳致中共同有掩飾他人因重大犯罪所得財物之洗錢行為，處有期徒刑1年，併科罰金新臺幣150萬元定讞，扣案洗錢之財物美金816萬9015.3元沒收。黃睿靚共同有掩飾他人因重大犯罪所得財物之洗錢行為，處有期徒刑10月，併科罰金新臺幣100萬元，緩刑4年，並應向公庫支付新臺幣100萬元定讞，扣案洗錢之財物美金816萬9015.3元沒收。

## 評論
另外，許多媒體和政界人士對此案表達看法。

### 當事人
- 陳水扁辦公室批評一審判決是違法、違憲的無效判決，將建議以陳水扁名義上訴，力拚二審[44]。
- 吳淑珍對判決結果感到相當失望，並怨法官不給陳幸妤、趙建銘、陳致中改過自新的機會[45]。

### 中國國民黨
- 一審判決後，國民黨主席馬英九拒絕表達看法，其辦公室發言人王郁琦亦表示：“尊重司法，不評論個案。”[46]

### 民主進步黨
- 早在國務機要費案爆發時，羅文嘉發表意見批判陳水扁家族，引來民主進步黨內部撻伐；海外洗錢案一審宣判前夕，民主進步黨一反以往態度，表明有罪就將陳水扁除名。
- 民進黨主席蔡英文表示，民進黨不偏袒也不包庇陳水扁，但應保障被告的司法人權，應該在一審過後儘快釋放陳水扁，暗指重罪羈押違憲，揚言將推動修法保障被告的司法人權。
- 2009年2月18日，台南市長許添財出席民進黨中常會前受訪時批評，陳水扁家族收受企業界政治獻金應自我設限，陳水扁不應該承襲國民黨體制、將企業界當提款機：「他應去改革國民黨體制，而不是承續國民黨體制、搭他的便車。這一點我們蠻遺憾的。不要把企業界當成提款機。」民進黨立法院黨團書記長張花冠則說，吳淑珍遞出陳報狀使二十多位企業金主曝光，「這種感覺很複雜、很羨幕。當初若捐黨中央，會如逢甘霖。」許添財強調，民進黨必須懷著革命情操，比並未改革的國民黨更辛苦、更踏實替人民努力做事，讓人民覺醒來淘汰國民黨；如果民進黨想搭國民黨留下來的體制便車，民進黨只會沉淪。[47]
- 賴清德於2013年11月表示，與其同黨的前總統陳水扁涉入的陳水扁家庭密帳案審判不公，又陳水扁身體不佳，應使之保外就醫。[48]2014年8月6日，特偵組宣佈該案的確查無不法實據並簽結，惟陳水扁仍因其他案件入獄。對此，賴在2014年11月稱釋放阿扁「有助於緩和朝野氛圍」[49]。

- 2015年3月10日，前民進黨立委王幸男向《台灣蘋果日報》投書指控，陳致中在2012年參選高雄市第九選舉區立法委員時發布假民調，宣稱自己的支持度已經超過民進黨提名的郭玟成，誤導選民集中選票投給陳致中，導致陳致中與郭玟成都落選；王幸男並批評，「當年吳淑珍將大筆支持者捐獻東藏西藏或陳致中配合母親提供海外帳戶的行為，未嘗沒有私心自用愧對支持者之處，甚至差點葬送整個民進黨，但綠營支持者至今仍未等到他們的公開道歉」[50]。

### 其他
- 有分析認為，熟悉臺灣政治操弄司法的人，都會認為特偵組在開創臺灣司法的歷史，把涉嫌貪汙的陳水扁扣上手銬，是譜寫“臺灣人政權歷史的新一頁”；亦有學者發表聲明，稱司法單位“不顧程序正義”一再藉故延押陳水扁，有“選擇性辦案”（或稱“袋鼠法庭”）之嫌，擔心臺灣的司法公平受到挑戰；《自由時報》更刊登不具名投書質疑是“司法作秀”[51]。臺灣的司法部門在審判這些案件的同時，也在接受2,300萬臺灣人的公開檢驗，壓力空前，這是一個考驗司法公信力及臺灣民主的時候。[52]
- 《中國新聞網》評論，陳水扁家族從風光無限、直至因該案而分崩離析，值得世人反思[53]。
- 2009年4月，姚人多評：「沒有人可以否認阿扁為民進黨所做的一切努力。在他的領導下，民進黨爬上了前所未有的高峰；不過，也沒有人可以否認，他在八年任內的所作所為，他個人及家族驚人的財富與不當的理財方式，帶給民進黨多大的傷害。每個人都是善惡二元對立的混和體；只不過，有些人在某個特殊的歷史時刻裡，尤其在特殊的權力位置裡，他必然只能是善的，否則他的惡將會造成歷史發展上嚴重的挫敗；阿扁就是這些人之一。儘管在法律三審定讞之前，每個人都是無罪的；不過，那只是他個人的法律問題。整個民進黨的政治與道德，都因為他而被人民判了重刑。」[54]

## 相關案件
| 案件名稱                         | 種類             | 扁家實收金額                           | 相關政府機構               | 關係人                 |
| -------------------------------- | ---------------- | -------------------------------------- | -------------------------- | ---------------------- |
| 國務機要費案                     | 貪污             | 每月最少新台幣200萬元                  | 總統府                     |                        |
| 南港展覽館弊案                   | 行賄             | 220萬美元（約新台幣7,200萬元）         | 內政部                     | 前力麒建設董事長郭銓慶 |
| 竹科龍潭基地開發案（龍潭購地案） | 貪污、回扣、圖利 | 新台幣4.2億之中，吳淑珍已認了其中的2億 | 國科會、新竹科學園區管理局 | 台灣水泥董事長辜成允   |
| 海外洗錢案                       | 貪污、圖利       | 洗钱超过9.3亿元新台币還在追查中        | 海外瑞士                   | 扁家                   |

## 外部連結
- （繁體中文）《阿扁密帳醜聞》專題 - Nownews （页面存档备份，存于）
- （繁體中文）最高法院檢察署特別偵查組檢察官起訴書97年度特偵字第3、12、13、14、15、17、18、19、22、23、24、25號 （页面存档备份，存于） - （2008年12月12日，「最高法院檢察署」提供）
- （繁體中文）台北地方法院新聞稿2009年9月11日 - 95年度矚重訴字第4號、97年度金矚重訴字第1號及98年度矚訴字第2號被告陳水扁等貪污等案件 （页面存档备份，存于）